# 谢朝阳
谢朝阳（1971年5月29日—），中国北京市人，退役足球运动员，司职中后卫。退役前只效力过北京国安一家俱乐部，曾担任该队队长。2003年宣布退役。

## 职业生涯简历
- 1988年 入选中国少年足球队
- 1993年 第七届中华人民共和国全国运动会足球比赛亚军
- 1995年 中国足球甲A联赛亚军、中国足协杯季军
- 1996年 中国足协杯冠军
- 1997年 中国足球甲A联赛季军、中国足协杯冠军
- 1998年 中国超霸杯冠军、第八届亚洲优胜者杯季军、中国足球甲A联赛季军
- 2000年 中国足协杯亚军
- 2001年 中国足协杯亚军
- 2002年 中国足球甲A联赛 季军
- 2003年 中国足协杯 冠军